# Рапопорт, Семён Исаакович (журналист)
Семён Исаакович Рапопорт (14 ноября 1858, Пружаны, Гродненская губерния — 1920, Варшава) — российский журналист, публицист.

## Биография
Семён Рапопорт родился 14 ноября 1858 года в Пружанах. Получил обычное еврейское образование. В 1880 году окончил Горецкие землемерно-таксаторские классы.
С конца 1881 г. служил в правлении Либаво-Роменской железной дороги и сочетал службу с журналистской работой в столичных периодических изданиях. Дебют его состоялся в 1883 году, он работал в русско-еврейской печати, сотрудничал с сатирическими иллюстрированными журналами.
В 1891 году он переселился в столицу Великобритании город Лондон, где прожил боле двадцати лет. Находясь за границей активно сотрудничал с российскими периодическими печатными изданиями, среди которых были: «Новости», «Неделя», «Слово», «Страна», «Вестник финансов» и другие. Ряд статей о лондонской жизни и английских учреждениях С. И. Рапопорт поместил в «Северном вестнике», «Образовании», «Кн. недели», «Мире Божьем», «Вестнике Европы». В предреволюционные годы издавался главным образом, в газете «Речь» и журнале «Русская мысль».
В то же время автор знакомил англичан с экономикой и культурой России, публикуя материалы в английской прессе: «Pall Mall Gazette», «Daily Mail», «Daily News», «Echo», «Jewish Chronicle», «Progressive Review», «Novel Review», «Globе», «Independent Review», подписываясь псевдонимом "Rybakov, S.
С. И. Рапопорт публиковался также и в русско-еврейской печати; в журнале «Восходе» он напечатал ряд очерков, из которых наиболее крупные: «Евреи кистью и карандашом» и «Еврей на английской сцене» (в «Еврейской библиотеке» поместил четыре статьи, из коих одна подписана «Spectator»). Напечатал и несколько рассказов из быта еврейских эмигрантов. Сотрудничал также в журнале «Еврейская жизнь».
Рапопорт С. И. принимал участие в написании «Энциклопедического Словаря Брокгауза Ефрона», «Еврейской энциклопедии Брокгауза Ефрона» и «Политической энциклопедии» под редакцией Слонимского.
Отдельно были изданы его произведения «Народ-Богатырь», «Деловая Англия» и «Англичане в городе и деревне» (изд. «Посредник»), собрал материалы для книги «Русские о евреях» (напечатанной в дополненном виде Игн. Бакстом, но не выпущенной в свет из-за цензуры).
В своем «Критико-биографическом словаре русских писателей и ученых» С. А. Венгеров дал такую характеристику сборнику очерков Рапопорта «Народ-богатырь»: «Эту живо и талантливо написанную книгу нельзя не признать ценным вкладом в небогатую русскую литературу об Англии. <…> Книга дает массу бытового материала, совершенно еще не затронутого в русской печати».
Семён Исаакович Рапопорт умер 18 ноября 1920 году в городе Варшаве.

## Монографии
- Рапопорт, С.И. У англичан в городе и в деревне.- М.: 1900. 112 с.
- Рапопорт, С. И. Народ — богатырь. Очерки политической и общественной жизни Англии. — СПб.: 1900, 376 с.
- Рапопорт, С. И. Деловая Англия.- М.: 1903. 291 с.

## Статьи
- Рапопорт С.И. (Рыбаков С.) Письмо из Англии. Лондонская ежедневная печать // Северный вестник. 1893. № 11. С. 76–95; № 12. С. 78–88.
- Рапопорт С.И. (Рыбаков С.) Письма из Лондона. Лондонская еженедельная и ежемесячная печать // Северный вестник. 1894. № 4. С. 60–70; № 5. С. 29–38.
- Рапопорт С.И. (Рыбаков С.) Письмо из Англии. Лондонские сцены // Северный вестник. 1894. № 7. С. 55–65.
- Рапопорт С.И. (Рыбаков С.) Письмо из Лондона. Школьная борьба // Северный вестник. 1895. № 1. С. 26–33.
- Рапопорт С.И. (Рыбаков С.) Письмо из Англии. Бедность и благотворительность. В рабочем доме. На заседании попечительства // Северный вестник. 1895. № 8. С. 32–44.
- Рапопорт С.И. Новый английский жилищный закон // Городское дело. 1910. № 1. С. 37–42.
- Рапопорт С.И. По поводу «Новой утопии» // Вестник Европы. 1896. – Кн. 3. С. 408–416.
- Рапопорт С.И. В южном Уэльсе (Из путевых заметок) // Вестник Европы. 1898. Кн. 3. С. 203–232.
- Рапопорт С.И. Моя поездка в Шотландию // Вестник Европы. 1902. Кн. 7. С. 79–139.
- Рапопорт С.И. По Ирландии. Заметки и наблюдения // Вестник Европы. 1907. Кн. 8. С. 491–517; Кн. 9. С. 121–146.
- Рапопорт С.И. В центральной Англии. Бирмингем // Вестник Европы. 1903. Кн. 9. С. 57–89.
- Рапопорт С.И. Английская деревня (Впечатления и заметки) // Вестник Европы. 1897. Кн. 8. С. 509–536.
- Рапопорт С.И. Моя поездка в Шотландию // Вестник Европы. 1902. Кн. 7. С. 82.
- Рапопорт С.И. Обыватели Лондона и их быт [По поводу книги Бутса] // Вестник Европы. 1897. Кн. 5. С. 406–416.
- Рапопорт С.И. История одной улицы (Из домашней жизни беднейшего слоя лондонского населения) // Вестник Европы. 1899. Кн. 11. С. 121–158.
- Рапопорт С.И. Верующий Лондон (Из нравов Лондона и его обитателей) // Вестник Европы. 1904. Кн. 11. С. 36–70.
- Рапопорт С.И. Церковная школа в Англии // Вестник Европы. 1904. Кн. 3. С. 5–20.
- Рапопорт С.И. Очерки из жизни Лондонского юношества // Вестник Европы. 1906. Кн. 2. С. 536–559.
- Рапопорт С.И. Лондонское самоуправление и его органы // Вестник Европы. 1901. Кн. 9. С. 96–115.
- Рапопорт С.И. Неудавшаяся стачка (Из современной жизни в Лондоне) // Вестник Европы. 1898. Кн. 5. С. 224–244.
- Рапопорт С.И. Английские рабочие на досуге (Очерк развлечений рабочих в Лондоне) // Вестник Европы. 1898. Кн. 9. С. 219–246.
- Рапопорт С.И. Промышленные республики. Из наблюдений над экономическими кооперациями в Англии // Вестник Европы. 1899. Кн. 3. С. 131–167.
- Рапопорт С.И. Борьба с конкуренциею. Очерк нового промышленного движения в Англии // Вестник Европы. 1900. Кн. 11. С. 257–276.
- Рапопорт С.И. Ввоз и вывоз в современной Англии // Вестник Европы. 1899. Кн. 8. С. 739–765.
- Рапопорт С.И. Колониальная политика Англии, в ее прошлом и настоящем // Вестник Европы. 1900. Кн. 3. С. 154–191.
- Рапопорт С.И. Законодательное творчество в Англии // Вестник Европы. 1909. Кн. 10. С. 556–573.
- Рапопорт С.И. Английские радикалы первой четверти XIX века (Из истории борьбы за парламентскую реформу) // Вестник Европы. 1907. Кн. 12. С. 553–583.
- Рапопорт С. Письма Дж. Ст. Милля // Вестник Европы. 1912. Кн. 2. С. 213–224.
- Рапопорт С.И. Рабочая партия в Англии и ее руководители // Вестник Европы. 1908. Кн. 6. С. 619–640.
- Рапопорт С.И. Вожди либеральной партии в Англии // Вестник Европы. 1910. Кн. 3. С. 114–132.
- Рапопорт С.И. Политическая психология // Вестник Европы. 1909. Кн. 6. С. 777–786.
- Рапопорт С.И. Театр и цензура // Вестник Европы. 1913. Кн. 7. С. 199–.
- Рапопорт С.И. Литература и милитаризм в Англии // Вестник Европы. 1915. Кн. 9. С. 279–290.
- Рапопорт С.И. Акционерные компании в Англии // ВФПТ. 1906. № 34. С. 276–277.
- Рапопорт С.И. Американский хлопок и английские фабриканты // ВФПТ. 1906. № 47. С. 309.